# Abbaye de Beaupré à Moncel-lès-Lunéville
Pour les articles homonymes, voir Abbaye de Beaupré.
L'abbaye de Beaupré est une ancienne abbaye cistercienne, située dans la région de Lorraine, sur le territoire de la commune de Moncel-lès-Lunéville, en Meurthe-et-Moselle. Aujourd'hui, le site est occupé par une exploitation agricole.

## Toponymie et localisation
L'abbaye de Beaupré n'est pas la seule à porter ce nom ; on en trouve une autre en Picardie, une dans les Flandres françaises, enfin une en Belgique. Ce nom exprime à la fois la localisation en plaine et la richesse de celle-ci, d'un point de vue agricole. En effet, l'abbaye est située dans le lit majeur de la Meurthe. La carte de Cassini montre en outre que l'abbaye était située sur une île, entre la Meurthe à l'est et un de ses bras, depuis asséché, à l'ouest. Cela dit, ce bras secondaire peut tout à fait avoir été d'origine artificielle.

## Histoire

### La fondation du monastère
L'abbaye est fondée en 1135 par le comte de Metz Folmar V et son épouse Mathilde,. Le site inhabituellement proche de la rivière, est donc vulnérable aux inondations de la Meurthe. Il n'a peut-être pas été choisi par les moines cisterciens, c'est le commanditaire (le comte de Metz) qui l'aurait imposé. Bernard de Clairvaux serait venu lui-même assister à la consécration de l'église abbatiale.

### Au Moyen Âge
L'église abbatiale est la nécropole de plusieurs ducs de Lorraine, entre autres Raoul, mort à la bataille de Crécy, ainsi que de plusieurs de leurs vassaux.

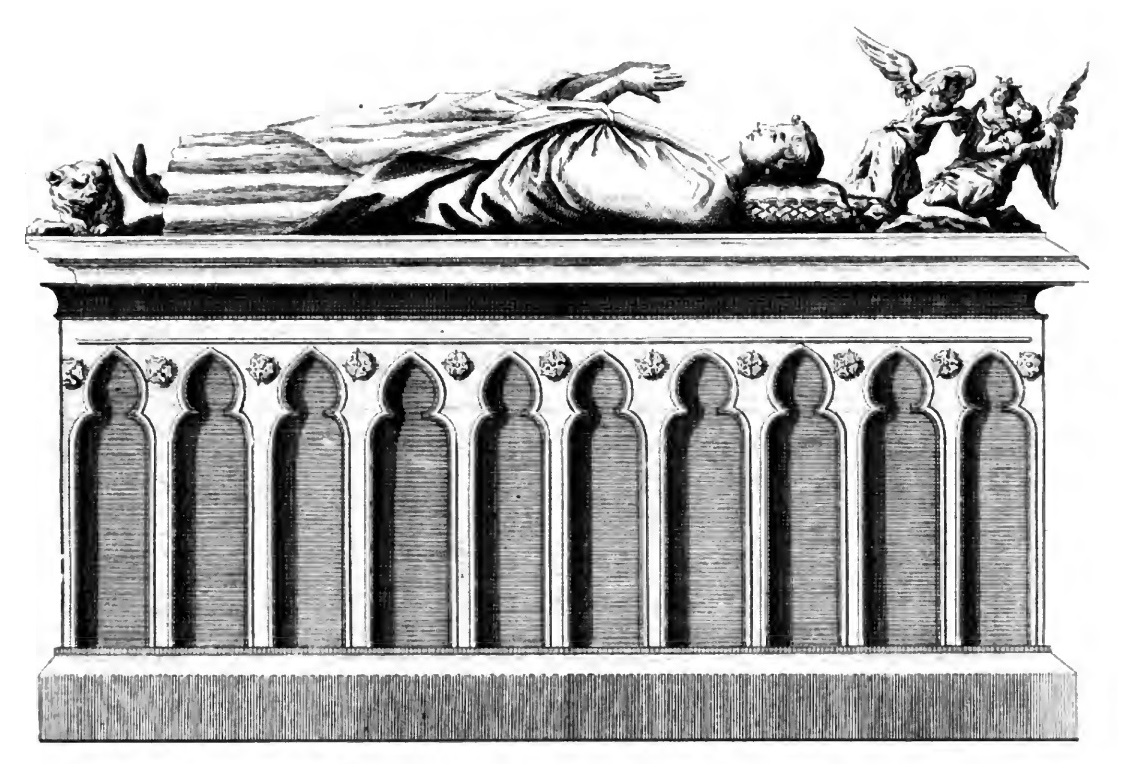
Tombeau du duc Ferry III de Lorraine.
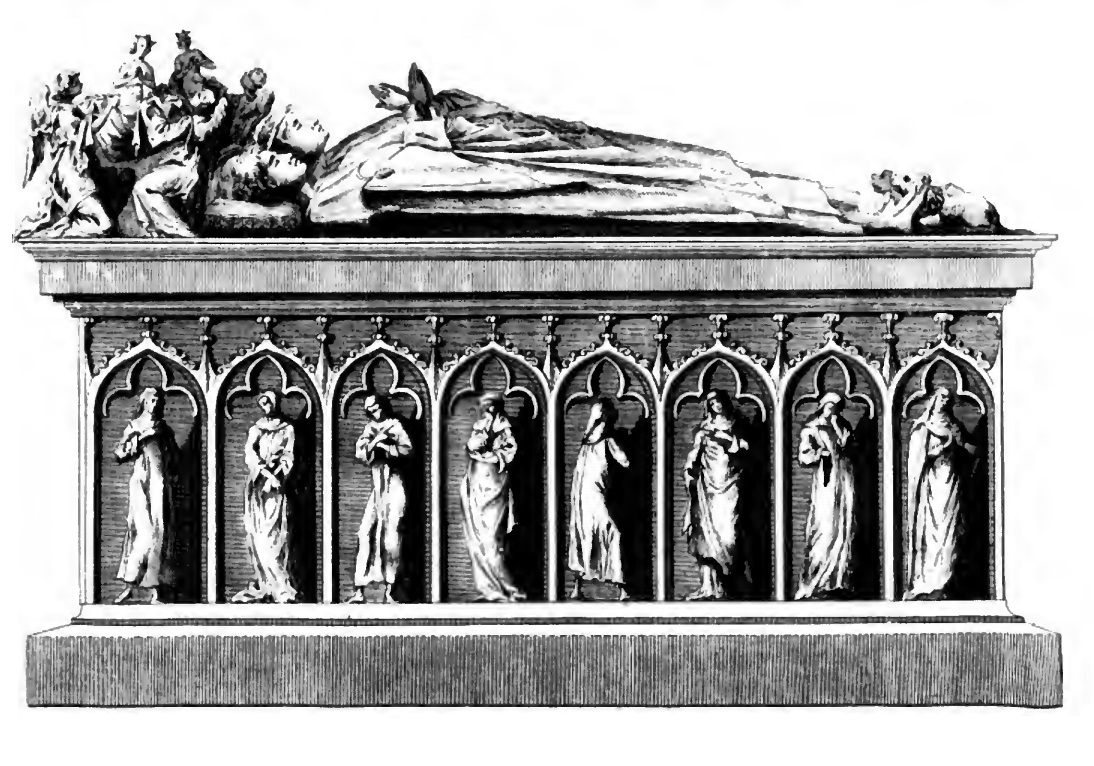
Tombeau des ducs Thiébaud II et Ferry IV de Lorraine.

L'abbaye médiévale se développe jusqu'à atteindre une taille moyenne. Elle ne fonde cependant pas d'abbaye fille (suivant certaines sources, elle aurait contribué à la fondation de l'abbaye de Baumgarten, qui est toutefois plus probablement fondée par Neubourg). Le nombre de moines ne dépasse d'ailleurs jamais la trentaine, ainsi qu'un nombre environ double de frères convers.

### La réforme de l'étroite observance
En 1709, l'abbaye, en période de déclin spirituel, rejoint la réforme de l'étroite observance, initiée par les moines de l'abbaye de la Charmoye et mise en œuvre, entre autres, à l'abbaye belge d'Orval, mais aussi à La Trappe, où elle donne naissance aux trappistes. Cela n'empêche pas le déclin et la fermeture de l'abbaye dès avant la Révolution. Les dix-sept personnes restant à l'abbaye se dispersent, et le monastère est réquisitionné par l'armée. Le 23 avril 1796, les militaires en place pillent et saccagent les bâtiments, avant d'y mettre le feu. Une  des seules pièces qui subsistent est l'orgue réalisé par le facteur Georges Küttinger ; il a été préservé, ayant été acheté à la Révolution par l'église Saints-Côme-et-Damien de Vézelise.

## Architecture et dépendances

### L’abbatiale
L’église est belle, longue, voûtée en brique, les piliers de pierre ; le sanctuaire est orné d'une belle menuiserie. Le tour du sanctuaire est en peinture des saints de l'ordre. Le portail de l'église est simple, tout en pierre de Grais.

### Communs
Grande première cour avec bel abreuvoir où sont les écuries, draperie, cordonnerie, serrurier, maréchal, charronnage. Dans la bibliothèque quelques livres en petit nombre. Un beau colombier et des guérites aux angles du vaste enclos. Jardin vaste tout en légumes traversé par un long canal. Par derrière et en dehors des vignes bien exposées;  point d'étang.

## Filiation et dépendances
Beaupré est fille de l'abbaye de Morimond. Elle compte neuf granges, ce qui est dans la moyenne des abbayes cisterciennes médiévales ; ces granges sont situées dans un rayon de vingt-cinq kilomètres, à l'exception d'une située à cinquante kilomètres environ dans les Vosges.

## Liste des abbés

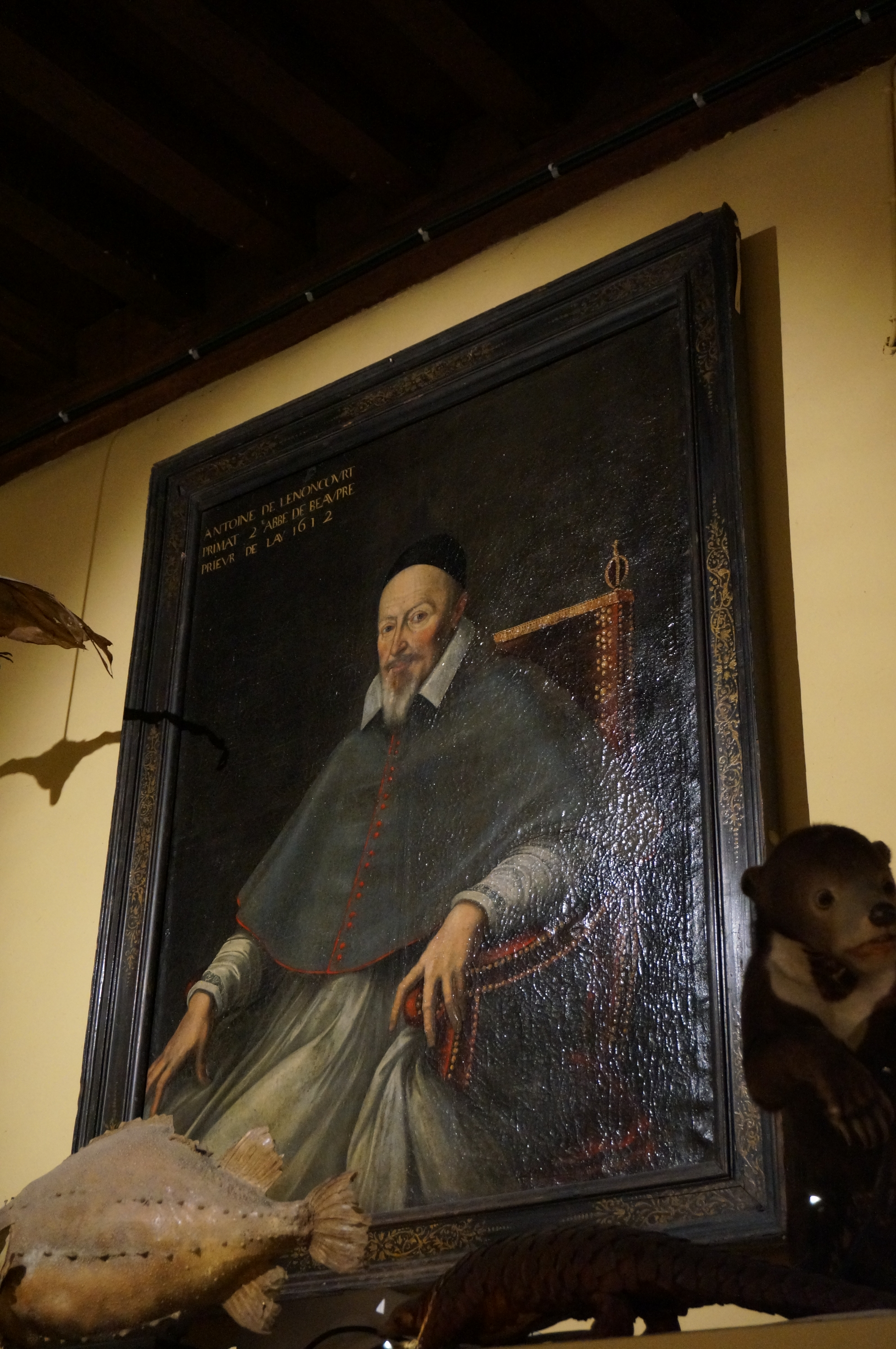
Antoine de Lenoncourt, abbé.